# Carole Pope
Pour les articles homonymes, voir Pope.
Carole Ann Pope, est une chanteuse de rock née le 6 août 1946 à Manchester en Angleterre.

## Biographie
Pope est née à la campagne, aux alentours de Manchester, en août 1946. Son père, Jack Pope est commercial et membre du parti communiste anglais. Ainée d'une fratrie de quatre, elle grandit entourée de ses deux sœurs, Diane et Elaine, et de son frère Howard.

### Vie privée
Carole Pope est ouvertement lesbienne.

## Discographie
Albums
- 2005 : Transcend (en)
- 2011 : Landfall

EPs
- 1995 : Radiate
- 1999 : The Silencer
- 2014 : Music for Lesbians

Singles
- 1988 : Nothing but a Heartache (en) / I'm Not Blind
- 2007 : Johnny Marr
- 2010 : Shining Path/Tell Me
- 2011 : Viral 01/Viral 02
- 2013 : Francis Bacon
- 2013 : Lesbians in the Forest (feat. Peaches)
- 2014 : Vagina Wolf